# Cyborg Soldier
Cyborg Soldier è un film statunitense del 2008 diretto e prodotto da John Stead.

## Trama
Un giovane uomo, geneticamente ricostruito, forte e intelligente, scappa dal laboratorio scientifico nel quale è imprigionato, prendendo come ostaggio una giovane agente della polizia. Il legame tra la donna e il robot diventa immediatamente di complicità. I due cercheranno di scappare dagli uomini che li inseguono mettendo a repentaglio la loro stessa vita, andando alla ricerca di qualsiasi dettaglio che potrà fornirgli una notizia sulla precedente vita del robot, caratterizzata da un grave lutto che vede coinvolta tutta la sua famiglia.